# Yummy (singel Justina Biebera)
Yummy – utwór kanadyjskiego piosenkarza i autora tekstów, Justina Biebera, wydany 3 stycznia 2020 roku nakładem wytwórni muzycznej Def Jam Recordings jako główny singel promujący jego nadchodzący, piąty album studyjny, a zarazem pierwsze, solowe nagranie wypuszczone po trzyletniej przerwie. Tuż po wydaniu, ów utwór otrzymał różnorodne opinie od krytyków, z czego większość pochwaliła go za produkcję, a inni negatywnie ocenili jego tekst. Teledysk do singla nakręcony przez Bardię Zeinali miał swoją premierę dzień później. Przedstawia on piosenkarza będącego na imprezie zlokalizowanej w luksusowej restauracji.
„Yummy” w Polsce uzyskał certyfikat platynowej płyty.

## Geneza i promocja
W poniedziałek, 23 grudnia 2019 roku Bieber zamieścił za pośrednictwem portali społecznościowych zdjęcie przedstawiające go siedzącego za pianinem, a także dwa fotografie zawierające opis o treści „jutro”. Dzień później przez film dodany w serwisie YouTube oznajmił on premierę owego singla. Zostały również ujawnione daty koncertów na terenie Ameryki Północnej, które odbędą się między majem a wrześniem 2020 roku, a także została ukazana informacja o debiutanckim serialu dokumentalnym artysty. Na temat zbliżającego się materiału piosenkarz stwierdził, że „jest on inny, niż poprzednie albumy, ze względu na to, gdzie się obecnie znajduje w swoim życiu”.

## Kontrowersje
Bieber został niezwłocznie skrytykowany za ‘nadmierną’ promocję „Yummy”, w tym wydanie singla w postaci czterech, nowych formatów (winyl, CD, kaseta, płyta z grafiką), siedem akompaniujących jemu klipów, gry online oraz filmy i fotografie promujące dużą ilość zakupu wraz z pomocą managera artysty, Scootera Brauna. Piosenkarz był także moralizowany za manipulację mediów strumieniowych, z czego jego próby do dotarcia na szczyt prestiżowej listy Billboard Hot 100 były opisane jako „rozpaczliwe” i „uprzywilejowane”. Sytuacja ta miała miejsce tuż po prognozach objęcia tego samego notowania przez amerykańskiego rapera, Roddy’ego Riccha. Podczas jednej z transmisji na żywo w serwisie Instagram, Bieber poprosił słuchaczy o wykupienie nagrania na platformie iTunes, później dodając oficjalny przewodnik. W nim zostały opisane zadania, takie jak utworzenie playlisty na Spotify lub pobranie aplikacji VPN w przypadku mieszkańców innych kontynentów będącej ułatwieniem. Ostatecznie, „Yummy” zadebiutowało na miejscu drugim Hot 100.

## Historia wydania
| Obszar            | Data            | Format                               | Wytwórnia          | Przypisy |
| ----------------- | --------------- | ------------------------------------ | ------------------ | -------- |
| Cały świat        | 3 stycznia 2020 | digital download, media strumieniowe | Def Jam Recordings | [ 17 ]   |
| Wielka Brytania   | 3 stycznia 2020 | contemporary hit radio               | Def Jam Recordings | [ 18 ]   |
| Stany Zjednoczone | 7 stycznia 2020 | contemporary hit radio               | Def Jam Recordings | [ 19 ]   |
| Stany Zjednoczone | 7 stycznia 2020 | rhytmic contemporary radio           | Def Jam Recordings | [ 20 ]   |
| Stany Zjednoczone | 7 stycznia 2020 | urban adult contemporary radio       | Def Jam Recordings | [ 21 ]   |